# 150 mètres
Le 150 mètres est une épreuve d'athlétisme consistant à parcourir un sprint sur une distance de 150 mètres.

## Histoire du 150 m
Le 150 m est une distance qui n'est pas pratiquée dans les compétitions officielles. Elle peut toutefois être mise au programme de certains meetings. Par exemple lors d'un meeting en 1997, Donovan Bailey fut opposé à Michael Johnson. Le détenteur du record du monde et champion olympique du 100 mètres contre le détenteur du record du monde et champion olympique du 200 mètres. Une très belle affiche, intéressante et spectaculaire, où Johnson s'est blessé.
Le 17 mai 2009, Usain Bolt a réalisé le meilleur temps de l'histoire sur cette distance, en réalisant un temps de 14 s 35, lors de la réunion de Manchester.

## Le 150 m, une ancienne épreuve pour les minimes
Depuis les années 1970, jusqu'en 2002, le 150 m était une épreuve pratiquée par la catégorie minime (âgés de 14 à 15 ans).
Les derniers records de France du 150 mètres enregistrés sont respectivement, pour les minimes garçons, de 16 s 56 par Didier Felten en 1977 et pour les filles, de 18 s 08 par Christine Arron en 1988.
Le 150 mètres est encore couru dans d'autres pays comme l'Algérie par exemple.

## Le 150 m, une épreuve idéale pour l'entraînement
Le 150 m est une distance importante pour l'entraînement, que ce soit chez les jeunes ou dans les catégories supérieures. Elle est très utilisée dans les séances d'aérobies, ou de lactiques. Ces types de séance sont nécessaires pour une préparation efficace, que ce soit sur 100 m, 200 m ou même 400 m.

## Une distance très rapide
Le 150 m est une distance plus rapide que le 100 m en moyenne kilométrique, si on considère une course réalisée en ligne droite. Par exemple, pour Usain Bolt, détenteur du record du monde sur 100 mètres et de la meilleure performance mondiale sur 150 mètres, les moyennes sont les suivantes :
| Distance                                        | Temps   | Vitesse moyenne |
| ----------------------------------------------- | ------- | --------------- |
| 100m                                            | 9 s 58  | 37,578 km/h     |
| 150 m en ligne droite                           | 14 s 35 | 37,63 km/h      |
| 150 m sur piste (70m virage + 80m ligne droite) | 14 s 97 | 36,072 km/h     |
| 200 m (120m virage + 80m ligne droite)          | 19 s 19 | 37,52 km/h      |

Le 150 mètres record d'Usain Bolt n'a pas été disputé dans un stade, mais dans une rue, équipée pour l'occasion comme une piste d'athlétisme. Le fait que la course ne fut pas disputée dans un stade explique qu'elle se fit en ligne droite et permet de fait la comparaison avec le 100 mètres.
Si on prend le cas d'un 150 mètres couru sur une piste d'athlétisme, donc débutant par un virage long de 65 mètres, la meilleure performance mondiale revient à Linford Christie. Celui-ci a en effet couru la distance en 14 s 97 à Sheffield le 4 septembre 1994.
Il est à noter que lors de son dernier record du monde du 200 mètres aux Championnats du monde d'athlétisme 2009, Usain Bolt est passé aux 150 mètres en 14 s 44, donc dans des conditions encore plus défavorables (120 mètres en virage + 30 mètres en ligne droite)